# 菜鸟集团

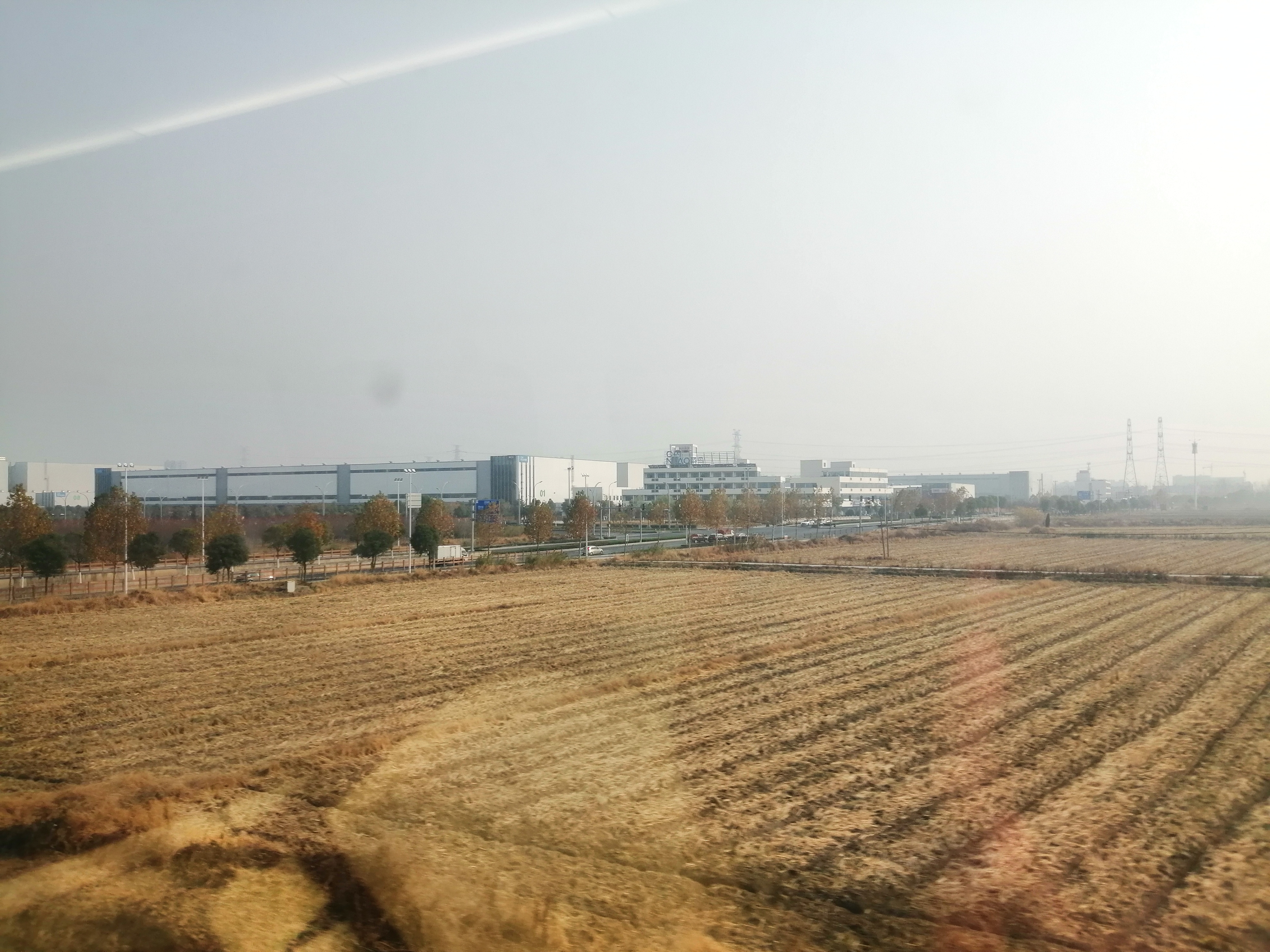
菜鸟网络嘉兴园区

菜鸟集团是中国一家物流企业。

## 历史
2013年5月28日，阿里巴巴集团宣布联合顺丰速运、圆通快递、中通快递、申通快递、韵达快递，以及银泰集团、复星集团、富春集团等大型集团企业，在深圳组建“中国智能物流骨干网（China Smart Logistic Network，简称CSN）”项目，并命名为“菜鸟网络”，首期计划投资1000亿元人民币，计划在8-10年内建立一张能支撑日均300亿网络零售额的智能物流骨干网络。“菜鸟网络”的董事长由阿里巴巴集团首席运营官张勇兼任。
2014年，在中国推出开放给所有快递公司及商家的标准化电子面单系统。
2015年，提供快递代收服务的“菜鸟驿站”首店于安徽芜湖开业。2015年6月3日，菜鸟面向消费者的移动应用“菜鸟裹裹”正式上线，该应用与淘宝全面打通，并全面覆盖和支持各大主流快递公司的物流查询和寄件服务。
2016年3月，引入新加坡政府投资公司、淡马锡控股公司、马来西亚国库控股公司、春华资本等战略投资者，融资金额超百亿人民币。
2017年9月26日，阿里巴巴集团宣布以53億元人民幣增持菜鸟网络，增资后持有股权将从原来的47%增加到51%。2017年11月3日，菜鸟在中国境外建立的首个国际超级物流枢纽e-Hub在马来西亚吉隆坡奠基。
2019年11月8日，阿里巴巴集团出资233亿元人民币战略增持菜鸟网络，所持有的菜鸟股权比例从约51%增至约63%。
2023年6月6日，申通快递发布公告，菜鸟集团以38.78亿元人民币收购其25%股权，交易完成后，菜鸟集团成为申通快递的第二大股东。2023年6月底，菜鸟正式推出自营快递业务“菜鸟速递”，改变了以往依赖第三方快递的局面。
2023年9月，蔡崇信接替张勇担任阿里巴巴集团董事会主席，并兼任菜鸟集团董事长。
2023年9月26日，阿里巴巴集团董事会发布公告，拟分拆菜鸟业务独立上市。同时，菜鸟集团正式向港交所递交招股书，成为阿里巴巴集团分拆为“1+6+N”以来首个正式进入上市进程的业务集团。
2023年在中国推出菜鸟速递品牌，承诺送货上门，海外的下单到送达时长缩减至五个工作日。
2024年3月26日，菜鳥智慧物流網絡決定撤回上市申請。阿里巴巴同時公布，計劃向菜鳥的少數股東（包括員工）發出要約，以每股0.62美元的價格回購所有菜鳥已發行股份，總對價最高可達37.5億美元（約292億港元）。

## 外連連結
- 官方网站
- 菜鳥香港的Facebook專頁
- 菜鳥澳門的Facebook專頁